# 24 Dywizja Piechoty (austro-węgierska)
24 Dywizja Piechoty (24. ITD.) – dywizja piechoty cesarskiej i królewskiej Armii.

## Organizacja pokojowa dywizji w 1871
W 1871 roku dywizja była podporządkowana Dowództwu Generalnemu we Lwowie.
Organizacja pokojowa dywizji w 1871 roku
- Komenda 24 Dywizji Piechoty we Lwowie
- 1 Brygada Piechoty w Stryju
- 2 Brygada Piechoty w Czerniowcach
- Brygada Kawalerii we Lwowie

W 1872 roku 1 Brygada Piechoty została przeniesiona ze Stryja do Przemyśla.
W 1873 roku 2 Brygada Piechoty w Czerniowcach została włączona w skład 30 Dywizji Piechoty i przemianowana na 1. Brygadę, a w 1876 roku na 59 Brygadę Piechoty. Komendantowi 24 Dywizji Piechoty podporządkowano nową 2 Brygadę Piechoty w Stryju.
W 1876 roku 1. Brygada Piechoty w Przemyślu została przemianowana na 47 Brygadę Piechoty, 2 Brygada Piechoty w Stryju na 48 Brygadę Piechoty, a Brygada Kawalerii we Lwowie na 20 Brygadę Kawalerii.
Przed I wojną światową 24 DP stacjonowała w garnizonie Przemyśl i wchodziła w skład 10 Korpusu.

## Organizacja pokojowa dywizji w 1914
Organizacja pokojowa dywizji w 1914
- Komenda 24 Dywizji Piechoty w Przemyślu
- 47 Brygada Piechoty (niem. 47. Infanteriebrigade) w Przemyślu
  - Pułk Piechoty Nr 9 (1., 2., 3., 4. baon)
  - Pułk Piechoty Nr 45 (1., 3., 4. baon)
  - Batalion Saperów Nr 10
- 48 Brygada Piechoty (niem. 48. Infanteriebrigade) w Przemyślu
  - Pułk Piechoty Nr 10 (2., 3., 4. baon)
  - Pułk Piechoty Nr 77 (1., 2., 3. baon)
  - Batalion Pionierów Nr 10[a]
  - Oddział Sanitarny Nr 3 (niem. Sanitätsabteilung Nr 3, SanAbt. 3) w Szpitalu Garnizonowym Nr 10 w Przemyślu – mjr Heinrich Andreatta[9]
- Pułk Armat Polowych Nr 28
- Pułk Haubic Polowych Nr 10
- 10 Dywizjon Ciężkich Haubic

## Skład i obsada personalna 1 maja 1915
- Komenda 24 Dywizji Piechoty
  - komendant – gen. mjr Józef Maria Ferdynand Karol Schneider von Manns-Au
- 47 Brygada Piechoty (47. IBrig.)
  - komendant – gen. mjr Feliks Fryderyk Wilhelm Unschuld von Melasfeld
  - 9 Pułk Piechoty
  - 45 Pułk Piechoty
- 48 Brygada Piechoty (48. IBrig.) 
  - komendant – płk Karol Korzer
  - 10 Pułk Piechoty
  - 77 Pułk Piechoty
- 24 Brygada Artylerii Polowej (24. FABrig.) – gen. mjr Karol Seyferth von Uhlen
  - 30 Pułk Artylerii Polowej – płk Eugeniusz Grandowski (4 VIII 1914 – 8 IV 1916)
  - II dywizjon 10 Pułku Haubic Polowych

## Kadra
Komendanci dywizji
- FML Joseph Tomas (1871[10] – 1873 → zastępca generała dowodzącego w Agram)
- GM / FML Felix von Bäumen (1873[11] – 1875 → zastępca generała dowodzącego w Budapeszcie)
- FML Joseph von Döpfner (1875 – )
- FML Joseph Strasser von Obenheimer (1914[12])

Komendanci 1 Brygady Piechoty w Stryju (od 1872 roku w Przemyślu) / 47 Brygady Piechoty
- płk / GM Karl Lauber (1871[2] – 1877 → komendant 35 Dywizji Piechoty[13])
- płk Sigmund Kéler (1877[14] – )

Komendanci 2 Brygady Piechoty w Czerniowcach (do 1873 roku)
- płk / GM Maximilian von Baumgarten (1871[15] – 1873 → komendant 1 Brygady Piechoty 30 Dywizji Piechoty)

Komendanci 2 Brygady Piechoty w Stryju (od 1873 roku) / 48 Brygady Piechoty
- GM Emanuel Henniger von Eberg (1873[4] – 1877)
- płk / GM Joseph Latterer von Lintenburg (1877[16] – )

Szefowie sztabu
- mjr pd SG (art.) Friedrich Fischer (1871[17] – 1874 → 10 Pułk Artylerii Polowej)
- ppłk SG Emil von Joly (1874[18] – 1875 → szef sztabu 3 Dywizji Piechoty i Komendy Wojskowej w Linzu)
- mjr pd SG (piech.) Victor Habiger von Harteneck (1875 – 1877 → szef Oddziału Historii Wojen w Archiwum Wojennym[19])
- mjr SG Karl Hoch (1877[20] – )